# Hôtel d'Artaize
L'hôtel d'Artaize est un immeuble classé situé dans la ville et commune de Bouillon en province de Luxembourg (Belgique).  

## Localisation
L'hôtel d'Artaize se trouve au nord de la ville, sur la rive gauche de la Semois, à l'angle de la rue Saint-Nicolas (façade au no 39) et de la rue de la Poulie, en face de la rue du Brutz et en contrebas de la rue du Château grimpant au château de Bouillon.

## Historique
La construction de cet hôtel particulier a lieu entre 1753 et 1762 pour son premier propriétaire Jean-Charles Le Ruth, conseiller à la Cour souveraine du duché de Bouillon. Par succession, l'immeuble devient la possession en 1820 du comte Alexandre d’Artaize Roquefeuil (1771-1856), lieutenant-colonel de cavalerie, qui a donné son nom à la bâtisse. Le bâtiment est restauré à la fin des années 1980.

## Description
Ce bâtiment symétrique d'architecture néo-classique, de base presque rectangulaire, enduit et peint, mesure approximativement 17 mètres de long et une largeur d'environ 12 mètres. 
La façade avant compte cinq travées en double corps et trois niveaux (deux étages) dont le dernier est légèrement mansardé et bardé d'ardoises. Elle se caractérise aux deux premiers niveaux par des baies vitrées avec montants harpés surmontées par des linteaux bombés en claveaux passants un sur deux et précédées par des garde-corps en fer forgé et complétées par des volets ajourés. La porte d'entrée surmontée d'une imposte ornée de ferronnerie est accessible par trois marches en pierre calcaire. 
À gauche de la façade avant, une travée placée à 45° relie cette façade avant au pignon situé rue de la Poulie. Cinq chasse-roues protègent ce bâtiment d'angle. La toiture en ardoises est percée de plusieurs lucarnes.

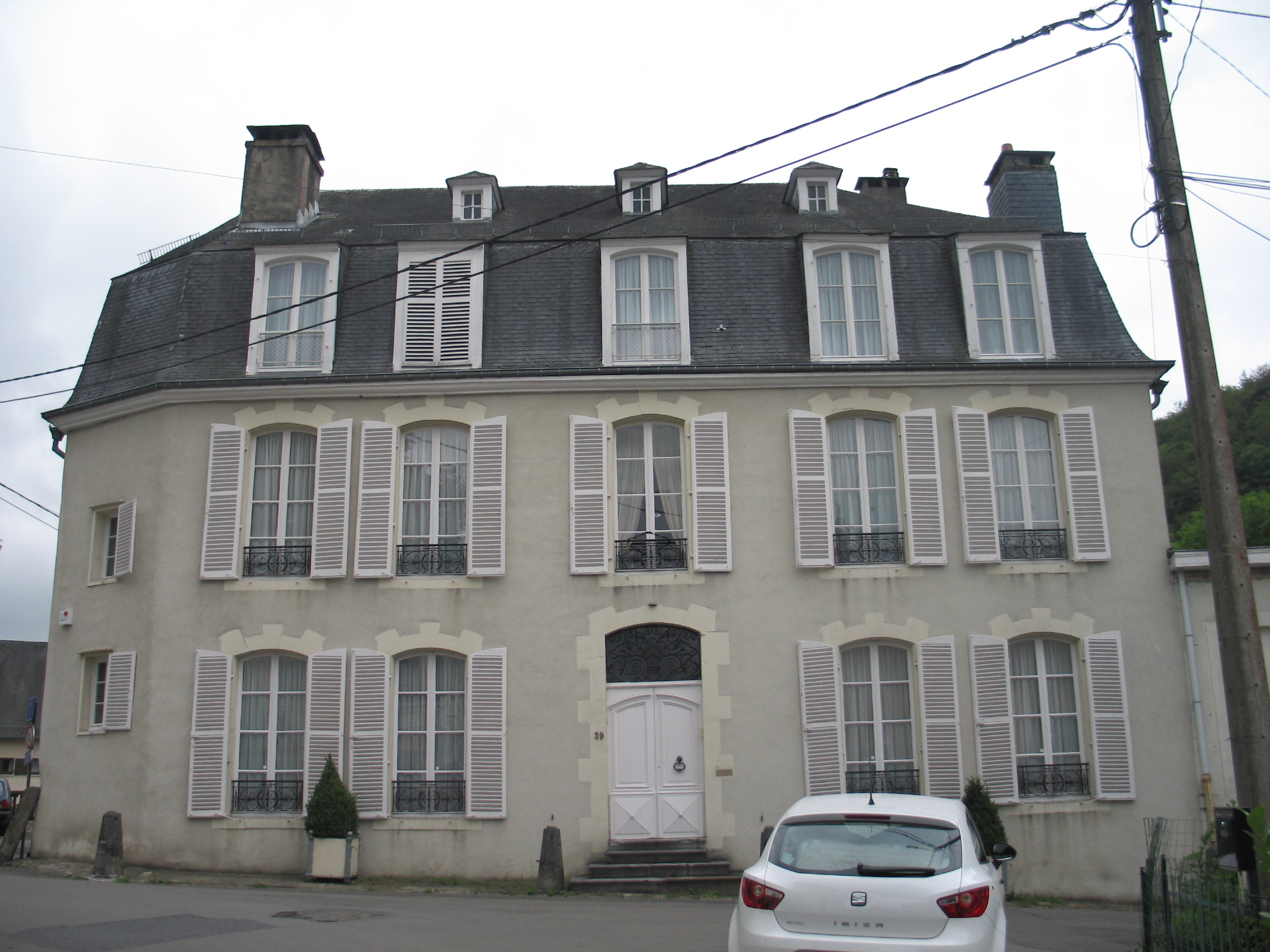
Façade avant de l'hôtel d'Artaize

## Classement et protection
La maison patricienne sise aux abords du château de Bouillon, rue de Brutz (aujourd'hui rue Saint-Nicolas), n°39 est classée depuis le 27 juin 1977 et reprise sur la liste du patrimoine immobilier classé de Bouillon.